# Pierre Lacroute
Pour les articles homonymes, voir Lacroute.
Pierre Lacroute, né à Dijon 12 janvier 1906, mort à La Verrière dans les Yvelines le 14 janvier 1993, est un astrophysicien français, pionnier de l'astrométrie spatiale.

## Biographie
Ancien élève de l'École normale supérieure, il entre au laboratoire de physique de l'École normale. Pierre Lacroute est docteur ès sciences physiques de la Faculté des sciences de l'Université de Paris en 1934 sous la direction d'Eugène Bloch. Le titre de sa thèse est « Effet Zeeman du brome et de l'iode ». 
De 1935 à 1946, Il est astronome à l'observatoire de Toulouse où il installe un service d’astrophysique avec observation spectroscopique des étoiles. 
En 1946, il devient professeur d'astronomie à la Faculté des sciences de Strasbourg et occupe le poste de directeur de l'Observatoire astronomique de Strasbourg jusqu'en 1976. Il fait participer l'observatoire au programme AGK3R. Dès sa création en 1972 avec le soutien de Jean Delhaye alors directeur de l’Institut National d’Astronomie et de Géophysique, l'observatoire héberge le Centre de Données Stellaire, base de données mondiale des connaissances astronomiques.

## Astrométrie spatiale
Au milieu des années 1960, avec Pierre Bacchus, ils imaginent d’équiper un satellite d'un télescope, hors de l'atmosphère les conditions d'observation des étoiles étant meilleures. Pierre Lacroute propose en 1967, au Centre National d’Études Spatiales, d'équiper un satellite artificiel d'un télescope en vue d'obtenir un catalogue plus précis des étoiles que celui qui a pu être établi à l'aide de télescopes terrestres.  Le CNES accepte de développer le projet mais devant son coût décide de s'orienter vers un financement multinational. Après une étude de faisabilité réalisée en 1977, l'Agence spatiale européenne accepte finalement en 1980 de financer la mission. Il est ainsi l'initiateur du projet du satellite Hipparcos lancé par une fusée Ariane IV en 1989. Ce satellite eut pour mission de mesurer les parallaxes c'est-à-dire les distances entre les astres.

## Hommages
L'astéroïde (1851) Lacroute, découvert par Louis Boyer en 1950, a été baptisé en son honneur.
En 1975, la Société astronomique de France lui décerne le Prix Jules-Janssen, et en 1992 il reçoit le Prix André Lallemand décerné par l'Académie des sciences.
Une allée à Dijon, sa ville natale, porte son nom.